# Paradasyhelea albipunctata
Paradasyhelea albipunctata är en tvåvingeart som beskrevs av Wirth och Lee 1959. Paradasyhelea albipunctata ingår i släktet Paradasyhelea och familjen svidknott. Inga underarter finns listade i Catalogue of Life.